# Víctimas (novela)
Víctimas (título original: Watchers) es una novela de horror y suspenso escrita por el autor estadounidense Dean Koontz y publicada en 1987. Junto a Extraños, Relámpagos y Nocturno, Víctimas hace parte de las novelas que le dieron a Koontz el estatus de autor de best-sellers.

## Argumento
Travis Cornell, un miembro retirado de la Fuerza Delta, encuentra un perro en una de sus habituales caminatas. Inmediatamente se da cuenta de que el perro está siendo perseguido por una especie de enorme animal. Cornell, junto a Nora Devon, deciden descubrir la identidad del perseguidor, topándose con un horrible secreto guardado por los mismos entes judiciales estadounidenses.

## Adaptaciones
Una serie de películas se filmaron basadas parcialmente en la novela de Koontz:
- Watchers (1988)
- Watchers II (1990)
- Watchers III (1994)
- Watchers Reborn (1998)